# Rōjū
Rōjū (jap. 老中), auch als Ältester übersetzt, war eines der höchsten Ämter in der Verwaltung des Tokugawa-Shogunats im Japan der Edo-Zeit. Unter Tokugawa Ieyasu und seinem Nachfolger gab es nur zwei Rōjū, später wurde ihre Zahl auf fünf erweitert, dann wieder auf vier verkleinert.
Für das Amt des Rōjū war ein Einkommen von 25.000 Koku Voraussetzung. Beamte mit vergleichbaren Aufgaben, aber geringerem Einkommen, wurden als Rōjūkaku (老中格) bezeichnet.

## Pflichten
Die Rōjū hatten klar definierte Aufgaben, die in der Reorganisation der Shogunatsregierung 1634 festgelegt wurden. Ihre Rolle ist mit Ministern in modernen Regierungen vergleichbar, allerdings waren die Rōjū nicht einem bestimmten Aufgabenbereichen zugeteilt. Stattdessen hatte jeweils ein Rōjū die Hauptverantwortung, aber dieser Posten rotierte monatlich.
Zu den Aufgaben der Rōjū gehörte:
- Die Beziehungen zum Tennō, zum Kaiserhof und zu hochrangigen Äbten
- Die Aufsicht über Daimyō mit einem Landbesitz von mindestens 10.000 Koku.
- Die Formgebung offizieller Dokumente.
- Die Verwaltung des direkten Landbesitzes des Shogunats (Tenryō)
- Münzprägung, öffentliche Versorgung und Belehnung
- Aufsicht über Lokalverwaltungen, buddhistische Tempel und Schreine
- Kartographie, Statistiken und Archive

Die Rōjū kommunizierten mit dem Shogun über einen Kammerherren, den Soba-yōnin. Die Rōjū gehörten außerdem dem Hyōjōsho, dem obersten exekutiven und judikativen Rat im Shogunat an, gemeinsam mit den Ō-Metsuke und den Vertretern der verschiedenen Bugyō (Kommissionen). Aufgabe des Hyōjōsho war unter anderem, dem Kaiser den Nachfolger des Shogun vorzuschlagen.
Teilweise gab es über den Rōjū das Amt des Tairō (Regent), das allerdings nicht immer besetzt war.
Unter Tokugawa Tsunayoshi (1680–1709) verloren die Rōjū allerdings massiv an Einfluss. Der Shogun arbeitete enger mit dem Tairō, dem Kammerherren, und anderen Beamten zusammen. Dies galt insbesondere während der Amtszeit von Yanagisawa Yoshiyasu, der im Rang eines Tairō stand (Tairōkaku), aber nicht berechtigt war, diesen Titel offiziell zu führen. Die Rōjū wurden mehr oder weniger zu Boten degradiert, die nicht die Macht besaßen, selbst Politik zu beeinflussen. So meinte der zeitgenössische Konfuzianer Arai Hakuseki, der Rōjū habe einzig Yoshiyasus Anweisungen weitergeleitet. Auch nach Tsunayoshis Tod erreichten die Rōjū nicht mehr ihre alte Bedeutung. Der Posten existierte jedoch weiter bis zum Ende der Edo-Zeit.
Gegen Ende der Edo-Zeit, in der Bakumatsu-Zeit, spielten die Rōjū Abe Masahiro und Hotta Masayoshi eine wichtige Rolle bei der Öffnung des Landes und den Verhandlungen über die Verträge mit den Kolonialmächten, wie dem Vertrag von Kanagawa und dem Harris-Vertrag.

## Liste der Rōjū
Anmerkung: Jeder Amtsinhaber ist nur einmal, mit seiner ersten Amtszeit aufgelistet. Spätere Amtszeiten werden nicht aufgeführt.

### UnterTokugawa Ieyasu
- Ōkubo Tadachika (大久保 忠隣; 1593–1614)
- Ōkubo Nagayasu (大久保 長安; 1600–1613)
- Honda Masanobu (本多 正信; 1600–1615)
- Naruse Masanari (成瀬 正成; 1600–1616)
- Andō Naotsugu (安藤 直次; 1600–1616)
- Honda Masazumi (本多 正純; 1600–1622)
- Naitō Kiyonari (内藤 清成; 1601–1606)
- Aoyama Tadanari (青山 忠成; 1601–1606)

### UnterTokugawa Hidetada
- Aoyama Narishige (青山 成重; 1608–1613)
- Sakai Tadatoshi (酒井 忠利; 1609–1627)
- Sakai Tadayo (酒井 忠世; 1610–1634)
- Doi Toshikatsu (土井 利勝; 1610–1638)
- Andō Shigenobu (安藤 重信; 1611–1621)
- Naitō Kiyotsugu (内藤 清次; 1616–1617)
- Aoyama Tadatoshi (青山 忠俊; 1616–1623)
- Inoue Masanari (井上 正就; 1617–1628)
- Nagai Naomasa (永井 尚政; 1622–1633)

### UnterTokugawa Iemitsu
- Abe Masatsugu (阿部 正次; 1623–1626)
- Inaba Masakatsu (稲葉 正勝; 1623–1634)
- Naitō Tadashige (内藤 忠重; 1623–1633)
- Sakai Tadakatsu (酒井 忠勝; 1624–1638)
- Morikawa Shigetoshi (森川 重俊; 1628–1632)
- Aoyama Yukinari (青山 幸成; 1628–1633)
- Matsudaira Nobutsuna (松平 信綱; 1632–1662)
- Abe Tadaaki (阿部 忠秋; 1633–1666)
- Hotta Masamori (堀田 正盛; 1635–1651)
- Abe Shigetsugu (阿部 重次; 1638–1651)
- Matsudaira Norinaga (松平 乗寿; 1642–1654)

### UnterTokugawa Ietsuna
- Sakai Tadakiyo (酒井 忠清; 1653–1666)
- Inaba Masanori (稲葉 正則; 1657–1681)
- Kuze Hiroyuki (久世 広之; 1663–1679)
- Itakura Shigenori (板倉 重矩; 1665–1668, 1670–1673)
- Tsuchiya Kazunao (土屋 数直; 1665–1679)
- Abe Masayoshi (阿部 正能; 1673–1676)
- Ōkubo Tadatomo (大久保 忠朝; 1677–1698)
- Hotta Masatoshi (堀田 正俊; 1679–1681)
- Doi Toshifusa (土井 利房; 1679–1681)
- Itakura Shigetane (板倉 重種; 1680–1681)

### UnterTokugawa Tsunayoshi
- Toda Tadamasa (戸田 忠昌; 1681–1699)
- Abe Masatake (阿部 正武; 1681–1704)
- Matsudaira Nobuyuki (松平 信之; 1685–1686)
- Tsuchiya Masanao (土屋 政直; 1687–1718)
- Ogasawara Nagashige (小笠原 長重; 1697–1705, 1709–1710)
- Akimoto Takatomo (秋元 喬知; 1699–1707)
- Inaba Masamichi (稲葉 正往; 1701–1707)
- Honda Masanaga (本多 正永; 1704–1711)
- Ōkubo Tadamasu (大久保 忠増; 1705–1713)
- Inoue Masamine (井上 正岑; 1705–1722)

### UnterTokugawa IenobuundIetsugu
- Abe Masataka (阿部 正喬; 1711–1717)
- Kuze Shigeyuki (久世 重之; 1713–1720)
- Matsudaira Nobutsune (松平 信庸; 1714–1716)
- Toda Tadazane (戸田 忠真; 1714–1729)

### UnterTokugawa Yoshimune
- Mizuno Tadayuki (水野 忠之; 1717–1730)
- Andō Nobutomo (安藤 信友; 1722–1732)
- Matsudaira Norisato (松平 乗邑; 1723–1745)
- Matsudaira Tadachika (松平 忠周; 1724–1728)
- Ōkubo Tsuneharu (大久保 常春; 1728)
- Sakai Tadaoto (酒井 忠音; 1728–1735)
- Matsudaira Nobutoki (松平 信祝; 1730–1744)
- Matsudaira Terusada (松平 輝貞; 1730–1745)
- Kuroda Naokuni (黒田 直邦; 1732–1735)
- Honda Tadanaga (本多 忠良; 1734–1746).[2]
- Toki Yoritoshi (土岐 頼稔; 1742–1744)
- Sakai Tadazumi (酒井 忠恭; 1744–1749)
- Matsudaira Norikata (松平 乗賢; 1745–1746)
- Hotta Masasuke (堀田 正亮; 1745–1761)

### UnterTokugawa Ieshige
- Nishio Tadanao (西尾 忠尚; 1746–1760)
- Honda Masayoshi (本多 正珍; 1746–1758)
- Matsudaira Takechika (松平 武元; 1746–1779)
- Sakai Tadayori (酒井 忠寄; 1749–1764)
- Matsudaira Terutaka (松平 輝高; 1758–1781)
- Inoue Masatsune (井上 正経; 1760–1763)
- Akimoto Sumitomo (秋元 凉朝; 1747–1764, 1765–1767)

### UnterTokugawa Ieharu
- Matsudaira Yasutoshi (松平 康福; 1762–1788)
- Abe Masasuke (阿部 正右; 1764–1769)
- Itakura Katsukiyo (板倉 勝清; 1769–1780)
- Tanuma Okitsugu (田沼 意次; 1769–1786)
- Abe Masachika (阿部 正允; 1780)
- Kuze Hiroakira (久世 広明; 1781–1785)
- Mizuno Tadatomo (水野 忠友; 1781–1788, 1796–1802)
- Torii Tadaoki (鳥居 忠意; 1781–1793)
- Makino Sadanaga (牧野 貞長; 1784–1790)

### UnterTokugawa Ienari
- Abe Masatomo (阿部 正倫; 1787–1788)
- Matsudaira Sadanobu (松平 定信; 1787–1793)
- Matsudaira Nobuakira (松平 信明; 1788–1803, 1806–1817)
- Matsudaira Norisada (松平 乗完; 1789–1793)
- Honda Tadakazu (本多 忠籌; 1790–1798)
- Toda Ujinori (戸田 氏教; 1790–1806)
- Ōta Sukeyoshi (太田 資愛; 1793–1801)
- Andō Nobunari (安藤 信成; 1793–1810)
- Makino Tadakiyo (牧野 忠精; 1801–1816, 1828–1831)
- Doi Toshiatsu (土井 利厚; 1802–1822)
- Aoyama Tadahiro (青山 忠裕; 1804–1835)
- Matsudaira Noriyasu (松平 乗保; 1810–1826)
- Sakai Tadayuki (酒井 忠進; 1815–1828)
- Mizuno Tadanari (水野 忠成; 1817–1834)
- Abe Masakiyo (阿部 正精; 1817–1823)
- Ōkubo Tadazane (大久保 忠真; 1818–1837)
- Matsudaira Norihiro (松平 乗寛; 1822–1839)
- Matsudaira Terunobu (松平 輝延; 1823–1825)
- Uemura Ienaga (植村 家長; 1825–1828)
- Matsudaira Yasutō (松平 康任; 1826–1835)
- Mizuno Tadakuni (水野 忠邦; 1828–1843, 1844–1845)
- Matsudaira Muneakira (松平 宗発; 1831–1840)
- Ōta Sukemoto (太田 資始; 1834–1841, 1858–1859, 1863)
- Wakisaka Yasutada (脇坂 安董; 1836–1841)
- Matsudaira Nobuyori (松平 信順; 1837)
- Hotta Masayoshi (堀田 正睦; 1837–1843, 1855–1858)

### UnterTokugawa Ieyoshi
- Doi Toshitsura (土井 利位; 1838–1844)
- Inoue Masaharu (井上 正春; 1840–1843)
- Manabe Akikatsu (間部 詮勝; 1840–1843, 1858–1859)
- Sanada Yukitsura (真田 幸貫; 1841–1844)
- Hori Chikashige (堀 親寚; 1843–1845)
- Toda Tadaharu (戸田 忠温; 1843–1851)
- Makino Tadamasa (牧野 忠雅; 1843–1857)
- Abe Masahiro (阿部 正弘; 1843–1857)
- Aoyama Tadanaga (青山 忠良; 1844–1848)
- Matsudaira Noriyasu (松平 乗全; 1845–1855, 1858–1860)
- Matsudaira Tadakata (松平 忠優; 1848–1855, 1857–1858)
- Kuze Hirochika (久世 広周; 1851–1858, 1860–1862)
- Naitō Nobuchika (内藤 信親; 1851–1862)

### UnterTokugawa Iesada
- Wakisaka Yasuori (脇坂 安宅; 1857–1860, 1862)

### UnterTokugawa IemochiundYoshinobu
- Andō Nobumasa (安藤 信正; 1860–1862)
- Honda Tadamoto (本多 忠民; 1860–1862, 1864–1865)
- Matsudaira Nobuyoshi (松平 信義; 1860–1863)
- Ogasawara Nagamichi (小笠 原長行; 1862–1863, 1865, 1866–1868)
- Itakura Katsukiyo (板倉 勝静; 1862–1864, 1865–1868)
- Inoue Masanao (井上 正直; 1862–1864)
- Mizuno Tadakiyo (水野 忠精; 1862–1866)
- Sakai Tadashige (酒井 忠績; 1863–1864)
- Arima Michizumi (有馬 道純; 1863–1864)
- Makino Tadayuki (牧野 忠恭; 1863–1865)
- Matsumae Takahiro (松前 崇広; 1864–1865)
- Abe Masato (阿部 正外; 1864–1865)
- Suwa Tadamasa (諏訪 忠誠; 1864–1865)
- Inaba Masakuni (稲葉 正邦; 1864–1865, 1866–1868)
- Matsudaira Munehide (松平 宗秀; 1864–1866)
- Inoue Masanao (井上 正直; 1865–1867)
- Matsudaira Yasuhide (松平 康英; 1865–1868)
- Mizuno Tadanobu (水野 忠誠; 1866)
- Matsudaira Norikata (松平 乗謨; 1866–1868)
- Inaba Masami (稲葉 正巳; 1866–1868)
- Matsudaira Sadaaki (松平 定昭; 1867)
- Ōkouchi Masatada (大河内 正質; 1867–1868)
- Sakai Tadatō (酒井 忠惇; 1867–1868)
- Tachibana Taneyuki (立花 種恭; 1868)